# Jost Van Dyke
Jost Van Dyke ist eine Insel der Britischen Jungferninseln, ungefähr acht Kilometer nordwestlich der Insel Tortola gelegen. Mit einer Fläche von etwas mehr als acht Quadratkilometern ist sie die kleinste der vier Hauptinseln.

## Geographie
Wie viele ihrer Nachbarinseln ist Jost Van Dyke vulkanischen Ursprungs und hügelig. Die höchsten Punkte der Insel sind der Majohnny Hill mit 321 m und der Rouch Hill mit 313 m. Im südlichen Teil der Insel gibt es drei Ankerbuchten für Segler: die White Bay, Great Harbour und Little Harbour. Jost Van Dyke wird von rund 300 Menschen bewohnt.

## Geschichte
Die Insel wurde nach dem niederländischen Piraten Joost van Dyke benannt. Ihre ersten Besiedler waren Quäker, die Anfang des 18. Jahrhunderts auf die Insel kamen, um Zuckerrohr anzubauen.

## Persönlichkeiten
- William Thornton (1759–1828), Architekt und Erfinder
- John Coakley Lettsom (1744–1815), Arzt